# 史浩

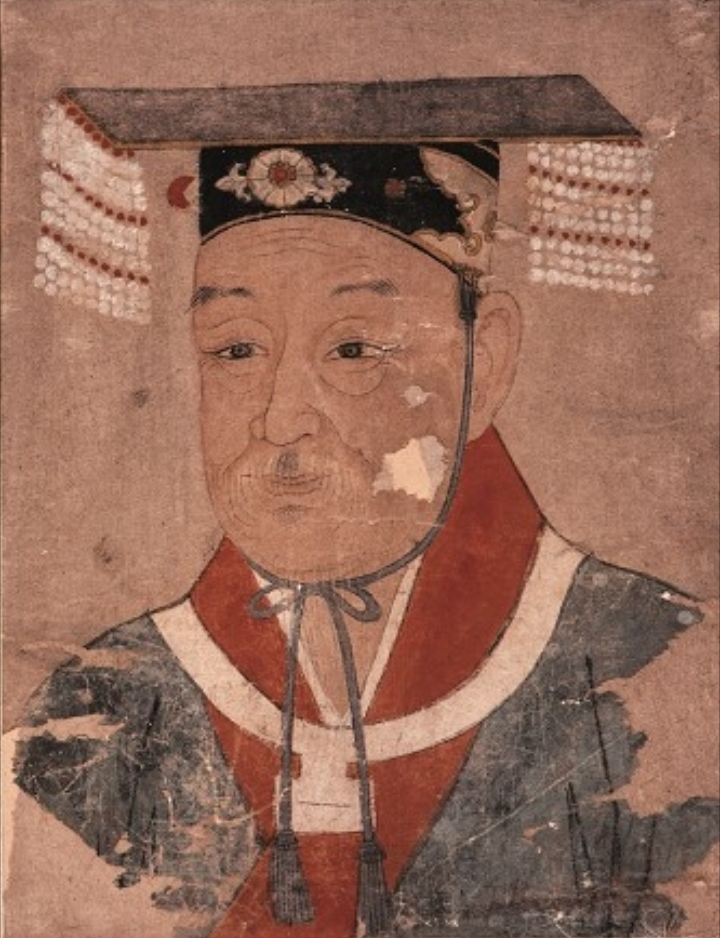
《史家祖宗畫像及傳記、題跋》之史浩像，明人繪，現藏於宁波市鄞州区档案馆

史浩（1106年—1194年），字直翁，號真隱，明州鄞县人（今属浙江省宁波市鄞州区）人，南宋大臣、词人。史彌遠的父親。

## 生平
崇寧五年（1106年）出生，绍兴十五年（1145年）登进士第，任國子博士、參知政事。曾是宋孝宗的東宮教師。官至太師，封魏国公。紹熙五年（1194年）卒，谥“文惠”，后追封为越王，改谥“忠定”。 
父史師仲英年早逝，史浩少年家贫，顯貴後成立「鄉曲義田」，乾道四年 （1168年）知紹興府，「始捐己帑，置良田，歲取其贏，給助鄉里賢士大夫之後貧無以喪葬嫁遣者，附以學而以義名之」。鄉人繪史浩、沈煥及汪大猷三人畫像於莊所。第三子史弥远（生母為史浩的繼室周氏），侄孙史嵩之均为南宋大臣，有“一门三丞相，四世二封王，五尚书，七十二进士”之谓。

## 延伸閱讀
[在维基数据编辑]
 《四明人鑑·宋太師忠定史越王浩》，出自《四明人鑑》
 《宋史·卷396》，出自脱脱《宋史》
 在维基共享资源阅览影像
| 前任： 朱倬 | 南宋尚书右仆射同平章事 1163年 | 繼任： 汤思退 |
| 前任： 叶衡 | 南宋右丞相 1178年             | 繼任： 赵雄   |